# Mariage homosexuel en Angola
 (juin 2025).
Motif : Où sont les sources centrées sur une institution qui n'existe pas en Angola ? Toutes les sources sauf une (une page d'une base de données...) sont centrées sur la dépénalisation de l'homosexualité. Le sujet peut être abordé sur Droits LGBT en Angola (mais compléter l'article rapportait moins de points que la création d'un article lors du concours, non ?)
- Archive Wikiwix
- Bing
- Cairn
- DuckDuckGo
- E. Universalis
- Gallica
- Google
- G. Books
- G. News
- G. Scholar
- Persée
- Qwant
- (zh) Baidu
- (ru) Yandex
- (wd) trouver des œuvres sur Wikidata

| 1. | Préciser le motif de la pose du bandeau. | Précisez le motif de la pose du bandeau en utilisant la syntaxe suivante : {{admissibilité à vérifier\|date=juillet 2025\|motif=remplacez ce texte par le motif}}                                 |
| 2. | Informer les utilisateurs concernés.     | Pensez à avertir le créateur de l'article, par exemple, en insérant le code ci-dessous sur sa page de discussion : {{subst:avertissement admissibilité à vérifier\|Mariage homosexuel en Angola}} |

Le mariage homosexuel en Angola n’est pas reconnu par la loi, et l’adoption par des couples homosexuels n’est pas autorisée. L’article 20 du Code de la famille définit le mariage comme étant « l’union entre un homme et une femme ».

## Cadre légal
Le Parlement angolais a voté l’abrogation de la clause pénale ciblant les relations homosexuelles dans l’ancien code de 1886.
Cette réforme inclut aussi des dispositions visant à protéger les personnes LGBT contre la discrimination.
La loi a été signée par le président en novembre 2020 et appliquée en février 2021.

## Contexte
L'Angola fait partie des rares pays africains (Mozambique, Namibie, Botswana, Cap-Vert, Afrique du Sud, etc.) ayant aboli la criminalisation des relations homosexuelles, mais sans avancer vers le mariage ou les unions civiles.